# Zhao Changhong
Zhao Changhong (赵昌宏S, Zhào ChānghóngP; Dalian, 7 luglio 1972) è un ex calciatore cinese, di ruolo centrocampista.